# Orchestra Filarmonica Morava
L'Orchestra Filarmonica Morava (Moravská filharmonie Olomouc) è un'orchestra ceca di musica classica, fondata nel 1945. La sua sede stabile è il Teatro Moravo di Olomouc.
Diretta da Petr Vronský, fra i suoi esponenti di spicco ha musicisti quali: David Oistrach, Václav Hudeček, Joseph Suk (1929–2011) nipote del compositore omonimo, Sviatoslav Richter, Yehudi Menuhin, Václav Neumann, Libor Pešek.